# Abbey Lincoln
Pour les articles homonymes, voir Lincoln.
Anna Maria Wooldridge, dite Abbey Lincoln, née le 6 août 1930 à Chicago et morte le 14 aout 2010 à Manhattan est une chanteuse américaine de jazz, compositrice, parolière et comédienne, également connue dans les années 1960 comme défenseure et militante des droits civiques américains.

## Biographie
Abbey Lincoln est née à Chicago le 6 août 1930, et grandit dans une ferme du Comté de Cass dans le Michigan, avec ses onze frères et sœurs. Le piano familial lui permet très tôt de s'initier à la musique, elle commence à chanter à l'école et à l'église. Elle monte sur scène dès le collège avant de partir en Californie où elle chante dans des orchestres à partir de 1951. Elle épouse le batteur Max Roach en 1962 et divorce en 1970. Elle meurt le 14 août 2010 à New York à l'âge de 80 ans.

## Carrière musicale et cinématographique

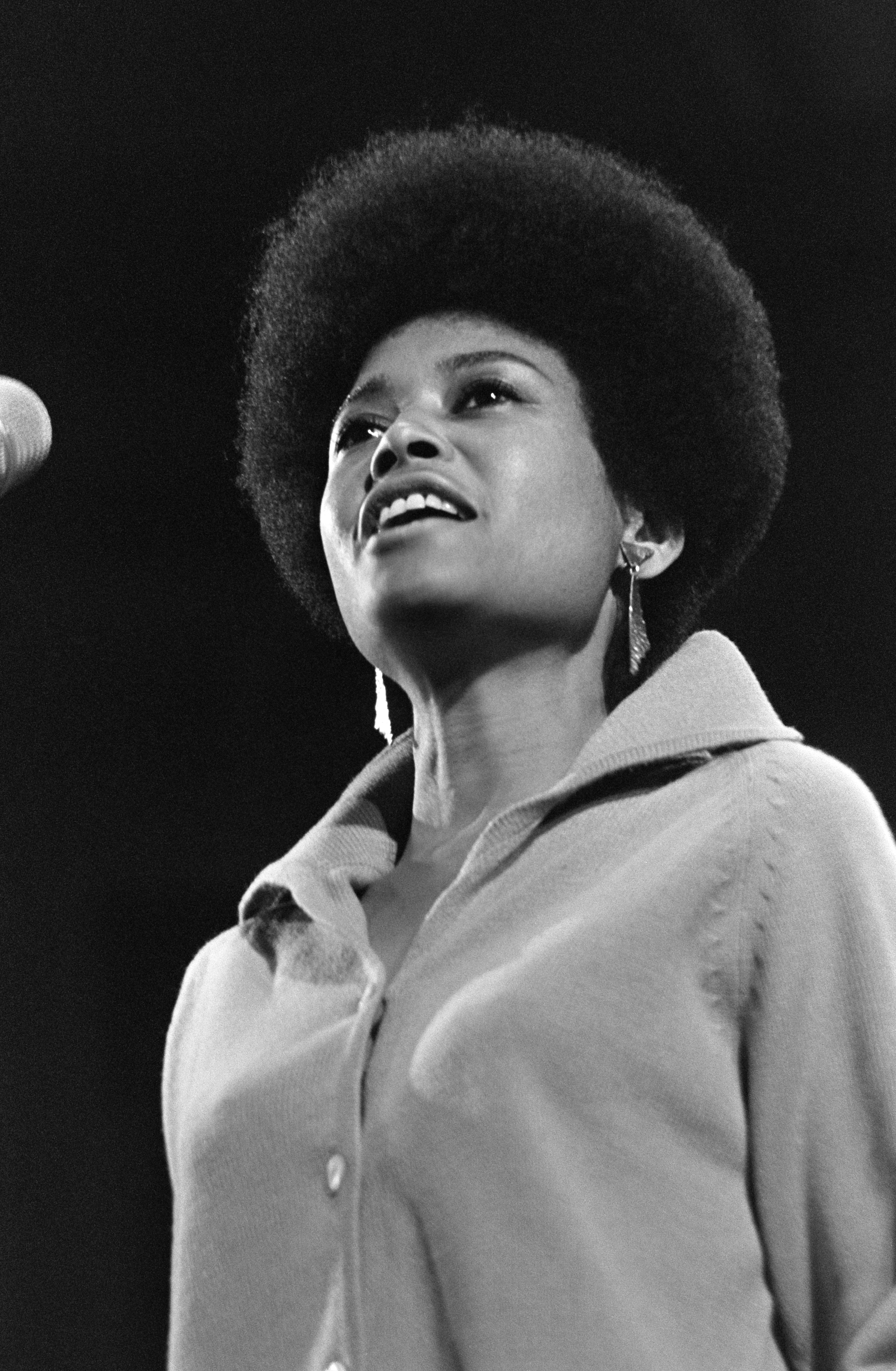
Abbey Lincoln en 1966

Abbey Lincoln est très tôt influencée par Billie Holiday, Sarah Vaughan, et Dinah Washington. Elle chante au début des années 1950 sous les noms Anna Marie et Gaby Lee en Californie puis à Hawaï où elle reste deux ans à la recherche d'une carrière de chanteuse. Elle y croise Billie Holiday et Louis Armstrong. De retour en Californie elle rencontre Ben Russel, son nouveau manager, qui lui suggère son nom de scène : Abbey Lincoln, une liaison symbolique entre Westminster Abbey et Abraham Lincoln.
Elle fait une courte apparition en 1956 dans la comédie musicale La Blonde et moi de Frank Tashlin. La même année elle réalise son premier enregistrement, Abbey Lincoln's Affair, A Story of a Girl in Love, avec Benny Carter, qui est édité chez Blue Note Records. Il est suivi à partir de 1957 d'une série d'albums qu'elle publie chez Riverside Records, où elle rencontre le batteur Max Roach. Ensemble ils se produisent au Village Vanguard à New York, dans un milieu engagé où elle cultive son engagement politique dans le cadre du mouvement des droits civiques, un thème qui ne la quittera plus tout au long de sa carrière.
En 1959, elle se produit dans des clubs londoniens puis part en tournée avec le musical Jamaica (en), dont elle est la vedette.
En 1960 elle accompagne Max Roach sur l'album We Insist! Max Roach's Freedom Now Suite. Abbey Lincoln enregistre ensuite Straight Ahead avec Mal Waldron, le dernier pianiste de son idole Billie Holiday.
Au cours des années 1960, Abbey Lincoln, plus connue comme actrice que comme chanteuse, apparaît dans deux films : Nothing But a Man (1964) avec Ivan Dixon et Mon Homme (1968) avec Sidney Poitier, et est nommée aux Golden Globes pour ce rôle. Elle se produit au Harlem Cultural Festival de 1969. Elle a également plusieurs rôles à la télévision dans les années 1970.
En 1970 après son divorce, elle retourne à Los Angeles, quitte la scène et s'engage dans des actions sociales et culturelles : elle enseigne à l'université d'État de Californie à Northridge, travaille avec le Mafundi Institute dans le quartier de Watts, avec le Watts Writers Workshop, ou avec la Brotherhood Crusade, une association de défense des droits civils où elle organise des soirées caritatives.
En 1972 au cours d'un voyage en Afrique avec Miriam Makeba, elle reçoit de personnalités politiques deux surnoms honorifiques : « Moseka » à l'initiative du ministre de l'information du Zaïre, et « Aminata » en Guinée. Moseka sera souvent utilisé comme surnom d'Abbey Lincoln par la suite.
Pendant les années 1980, elle s'installe à New York et travaille avec de jeunes musiciens de la scène jazz américaine tels que Steve Coleman, enregistre un album en hommage à Billie Holiday, mais sa carrière semble faire une pause. Pendant cette période elle commence à composer ses propres textes. Ce n'est qu'au début des années 1990, lorsqu'elle signe avec Jean-Philippe Allard (producteur et directeur de Polygram France) un contrat de dix albums,, qu'elle réapparaît sur le devant de la scène : When The World is Falling Down est le premier album de cette série sous le label Verve Records, suivi en 1991 par You Gotta Pay the Band et en 1992 par When There is Love. Interviennent notamment dans cette série Hank Jones, Stan Getz, Bobby Hutcherson, Rodney Kendrick, Grady Tate, Jay Jay Johnson, Stanley Turrentine, Babatunde Olatunji et The Staple Singers.
En 2003, Abbey Lincoln reçoit du National Endowment for the Arts le prix NEA Jazz Masters Fellowship en reconnaissance de sa carrière musicale.
Son dernier album, Abbey Sings Abbey, paraît en 2007. Abbey Lincoln y interprète exclusivement ses propres textes.

## Discographie
- 1956 : Abbey Lincoln's Affair: A Story of a Girl in Love (Liberty) avec des arrangements de Benny Carter et Marty Paich[6]
- 1957 : That's Him! (Riverside) avec Sonny Rollins (ts), Kenny Dorham (tp), Wynton Kelly (p), Paul Chambers (b), Max Roach (d)
- 1958 : It's Magic (Riverside) avec Wynton Kelly (p), Paul Chambers, Benny Golson (ts), Jerome Richardson, Sahib Shihab (fl, s), Curtis Fuller (tb), Art Farmer, Kenny Dorham (tp), Sam Jones (b), Philly Joe Jones (d)
- 1959 : Abbey Is Blue (Riverside) avec Cedar Walton, Phil Wright, Wynton Kelly (p), Stanley Turrentine (ts), Julian Priester (tb), Kenny Dorham, Tommy Turrentine (tp), Les Spann (fl, g), Philly Joe Jones, Max Roach (d), Bobby Boswell, Sam Jones (b)
- 1961 : Straight Ahead (en) (Candid) avec Art Davis (b), Max Roach (d), Mal Waldron (p), Eric Dolphy (cl), Coleman Hawkins, Walter Benton (ts), Julian Priester (tb), Booker Little (tp)
- 1973 : People in Me (Philips)[7], réédité sous le titre Naturally en 2005 (Inner City Records (en), 1978 (réédition Verve 1993) avec David Liebman (s), Kunimitsu Inaba (b), James Mtume (perc), Hiromasa Suzuki (p), Al Foster (d)
- 1973 : Live in Misty, enregistré au Jazz Bar Misty à Tokyo (Kiva Records) avec Hiromasa Suzuki (p), Kunimitsu Inaba (b), Tetsujiro Obara (d)
- 1980 : Painted Lady / In Paris, Marge Records (en) (réédité chez Inner City sous le titre Golden Lady) avec Archie Shepp (s), Roy Burrowes (tp), Hilton Ruiz (p), Freddie Waits (d), Jack Gregg (b)
- 1983 : Talking to the Sun (Enja) avec Steve Coleman (as), James Weidman (p), Mark Johnson (d), Jerry González (en) (perc), Billy Johnson (b)
- 1987 : Abbey Sings Billie, Vol. 1 & 2 (Enja) enregistré en public à l'UJC (en), avec Harold Vick (ts), James Weidman (p), Tarik Shah (b), Mark Johnson (d)
- 1990 : The World Is Falling Down (Polydor/Verve) avec Jackie McLean, Jerry Dodgion (as), Clark Terry (tp), Alain Jean-Marie (p), Charlie Haden (b), Billy Higgins, (d)
- 1991 : You Gotta Pay the Band (Gitanes/Verve) avec Stan Getz (ts), Hank Jones (p), Charlie Haden (b), Marc Johnson (d), Maxine Roach (v)
- 1992 : Devil's Got Your Tongue (Gitanes/Verve) avec Rodney Kendrick (p), Stanley Turrentine (s), Jay Jay Johnson (tb), Marcus McLaurine (b), Grady Tate, Yoron Israel (d), Kehinde O'Uhuru, Sule O'Uhuru, Babatunde Olatunji (perc), The Noel Singers, The Staple Singers (bv)
- 1992 : When There Is Love (Gitanes/Verve), duo avec Hank Jones (p)
- 1993 : Music Is the Magic (enregistré en public au Sweet Basil, ITM) avec Rodney Kendrick (p), Michael Bowie b), Yoron Israel (d)
- 1994 : A Turtle's Dream (Gitanes/Verve) avec Roy Hargrove (tp), Lucky Peterson], Pat Metheny (g), Julien Lourau (s), Rodney Kendrick, Kenny Barron (p), Charlie Haden, Christian McBride (b), Victor Lewis (d)
- 1996 : Who Used to Dance (Gitanes/Verve) avec Frank Morgan, Justin Robinson, Oliver Lake, Riley T. Bandy The III, Steve Coleman (as), Julien Lourau (ts), Rodney Kendrick, Marc Cary (p), Graham Haynes (cornet), John Ormond (b), Alvester Garnett, Turu Alexander (d), Aaron Walker (perc), Savion Glover (claquettes)
- 1998 : Wholly Earth (Polydor/Verve) avec Bobby Hutcherson (vib), Nicholas Payton (fl, tp), James Hurt, Marc Cary (p), John Ormond, Michael Bowie (b), Alvester Garnett (d), Daniel Moreno (perc), Maggie Brown (voc)
- 2000 : Over the Years (Gitanes/Verve) avec Joe Lovano (ts), Jerry Gonzalez (tp), Jennifer Vincent (cel), Kendra Shank (g), Brandon McCune (p), John Ormond (b), Jaz Sawyer (d)
- 2002 : It's Me (Verve) avec Julien Lourau (ts, ss), James Spaulding (as), Kenny Barron (p), Ray Drummond (b), Jaz Sawyer (d)
- 2007 : Abbey Sings Abbey (Verve) avec Larry Campbell (g), Gil Goldstein (acc), Dave Eggar (v), Scott Colley (b), Shawn Pelton (d)
- 2015 : Sophisticated Abbey: Live At The Keystone Korner, enregistré en 1980 au Keystone Korner (HighNote) avec Phil Wright (p), James Leary (b), Doug Sides (d)
- 2016 : Love Having You Around: Live At The Keystone Korner Vol. 2, enregistré en 1980 au Keystone Korner (HighNote) avec Phil Wright (p), Art Washington, James Leary (b), Doug Sides (d)

### AvecFrank Morgan(en)
A Lovesome Thing (Antilles, 1991)

### AvecMax Roach
- Moon Faced and Starry Eyed (Mercury, 1959)
- We Insist! (Candid, 1960)
- It's Time (Impulse!, 1961)
- Percussion Bitter Sweet (Impulse!, 1961)

### AvecCedar Walton
The Maestro (Muse, 1981)

### AvecEric Dolphy
Candid Dolphy (Candid, 1961)